# Kadaka (Tallinn)
Kadaka is een subdistrict of wijk (Estisch: asum) binnen het stadsdistrict Mustamäe in Tallinn, de hoofdstad van Estland. De wijk telde 4.817 inwoners op 1 januari 2020. De wijk grenst met de wijzers van de klok mee aan de wijken Veskimetsa, Lilleküla, Sääse, Mustamäe, Vana-Mustamäe, Astangu en Väike-Õismäe.
De naam betekent ‘jeneverbes’.

## Geschiedenis

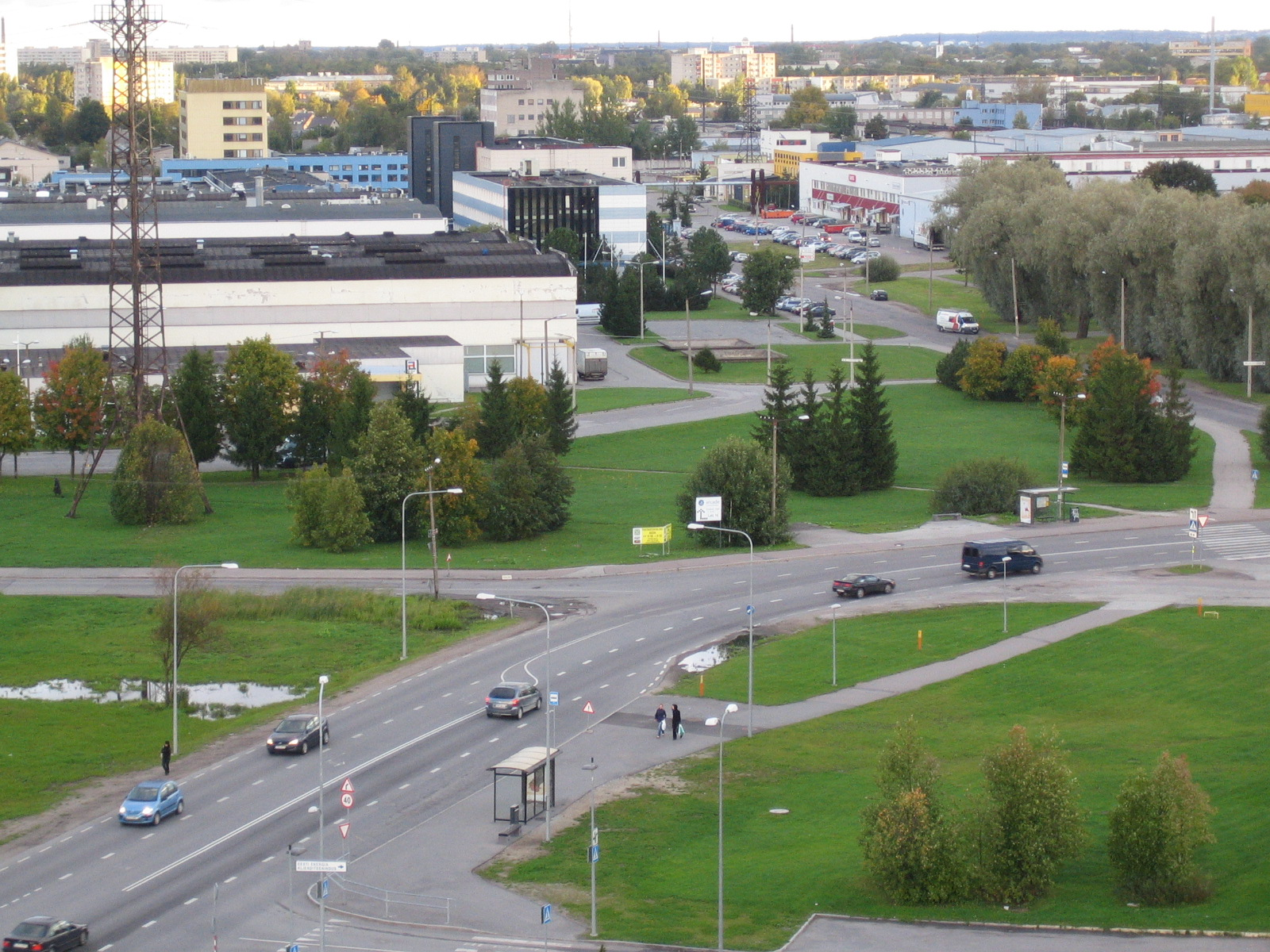
De Kadaka tee, een van de doorgaande wegen door de wijk

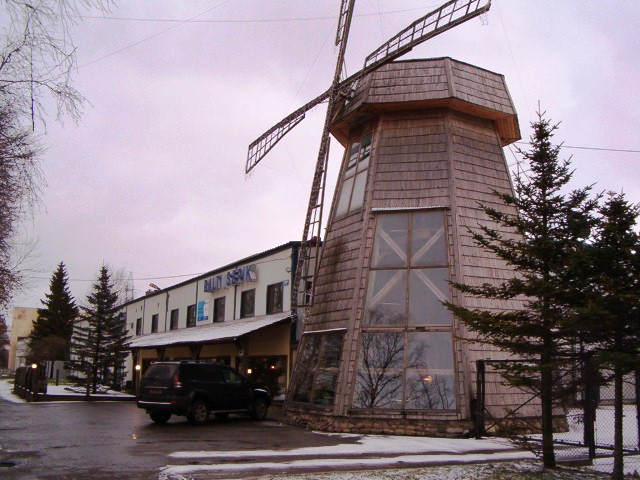
Het Molencafé

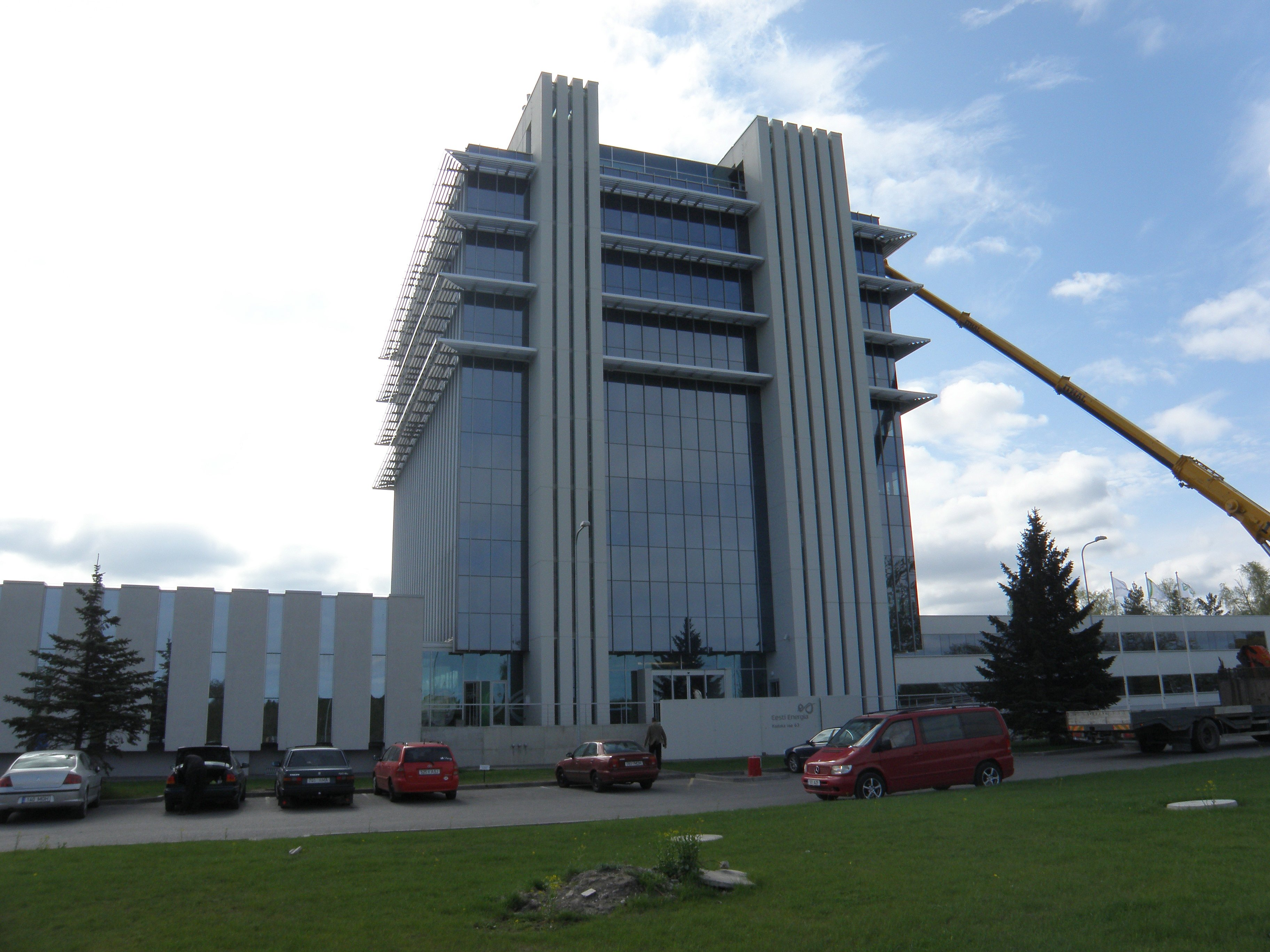
Hoofdkantoor van Eesti Energia

De kern van Kadaka is een dorp met dezelfde naam, dat voor het eerst vermeld wordt in een publicatie uit 1697. De Duitse naam van het dorp was Kaddak. Om het dorp heen lag bos. Een restant daarvan is het Kadakabos (Estisch: Kadaka mets), dat echter in de wijk Mustamäe ligt. Een van de weinige oude gebouwen die in Kadaka zijn overgebleven, is een korenmolen, die is gebouwd in 1850 en nu dienstdoet als café-restaurant. Vandaar de naam Veski kõrts (‘molencafé’).
In de jaren zestig en zeventig van de 20e eeuw werden in Kadaka, net als in de rest van het stadsdistrict Mustamäe, flats gebouwd volgens het Plattenbauprincipe. Mustamäe werd opgezet volgens het idee van het microdistrict: groepen woongebouwen die onderling waren gescheiden door groengordels en wegen. De hoogste flats in Kadaka tellen negen verdiepingen.
Daarnaast werden in Kadaka her en der kleine industrieterreinen ingericht.

## Voorzieningen
De industrie is inmiddels grotendeels uit de wijk verdwenen, maar de wijk heeft wel kantoren. Het hoofdkantoor van het Estische energiebedrijf Eesti Energia bevindt zich in Kadaka, net als het gemeentelijk vervoerbedrijf van Tallinn (Tallinna Linnatranspordi). Daar is ook een remise voor de bussen.
In het zuidelijke deel van de wijk ligt de campus van de Technische Universiteit Tallinn (de universiteit zelf ligt in de wijk Mustamäe). Vlakbij ligt ook het ‘technologiepark’ Tehnopol, waar meer dan 150 bedrijven in de technologiesector samenwerken.

## Vervoer
De enige noord-zuidverbinding door de wijk is de Kadaka tee. Daarnaast heeft de wijk twee doorgaande oost-westverbindingen: de Akadeemia tee en de Ehitajate tee, en één grote weg die in de wijk begint, de A.H. Tammsaare tee.
Kadaka wordt voornamelijk bediend door bussen. Alleen over de Akadeemia tee, een straat die daar de grens vormt met de wijk Mustamäe, rijdt over een korte afstand trolleybuslijn 3 (van Mustamäe naar het warenhuis Kaubamaja in de wijk Südalinn). Aan de Akadeemia tee ligt ook het beginpunt van de trolleybuslijnen 1 en 5, die verder niet meer door Kadaka rijden.